# Stoclet Palæ
Stoclet Palæet (fransk: Palais Stoclet, nederlandsk: Stocletpaleis) er et palæ i Bruxelles i Belgien. Det blev bygget af arkitekt Josef Hoffmann for bankieren og kunstelskeren Adolphe Stoclet mellem 1905 og 1911 og ligger i Sint-Pieters-Woluwe / Woluwe-Saint-Pierre-området i Bruxelles. Stoclets palæ betragtes som Hoffmans mesterværk og er et af de mest raffinerede og luksuriøse private huse i det tyvende århundrede. De smagfulde spise- og musikstuer i Stoclet Palæet eksemplificerer det teatralske rum inden for gesamtkunstwerk, som fejrer syn, lyd, smag i en symfoni af sanselige klange som i operaer af Richard Wagner, hvorfra begrebet stammer. Stoclet Palæet afstemte Hoffmann specielt til moden og den nye interiørstil med wieneridentitet. Han designede endda en kjole til madame Stoclet, så hun ikke kom til at stikke ud fra stuens indretning, hvilket hun havde gjort, da hun var i en fransk Paul Poiret-kjole.
Hovedhuset bebos stadig af Stoclet-familien og er ikke åbent for besøgende. Det blev udpeget som et verdensarvssted af UNESCO i juni 2009.

## Beskrivelse
Stoclet Palæet blev bestilt af Adolphe Stoclet (1871-1949), en velhavende industrimand og kunstsamler. Han valgte den 35-årige østrigske arkitekt Josef Hoffmann (1870-1956), en af medstifterne af Wiener Secession, en radikal gruppe af designere og kunstnere, der var etableret i 1897. Hoffman så stort på tidligere tiders moderetninger og stilarter og frembragte en bygning, der er en asymmetrisk sammensætning af rektangulære blokke, understreget af overdrevet linjer og hjørner.
Det nøgne ydre er blødgjort af kunstfærdige vinduer, der bryder gennem linjen i tagudhænget, vinterhaven og bronzeskulpturer af fire nøgne mænd af Franz Metzner. De er står på tårnet, der hæver sig over trappeskakten. Ensrettede opretstående rækværker afgrænser balkonerne med art nouveau-ornamentik.
Stoclet Palæet var det første boligprojekt under Wiener Werkstätte, som Hoffman var med til at stifte i 1903. Josef Hoffman og hans kolleger designede hvert eneste aspekt af bygningen, ned til dørhåndtag og belysningsarmaturer. Interiøret er lige så spartansk som det udvendige, med opretstående, geometriske møbler og minimal uorden. Det var en avantgardistisk indfaldsvinkel, som fremviste et "omformet interiør", hvor funktionen dikterede formen. Det indre af bygningen er indrettet med marmorpaneler og kunstværker, herunder mosaikfriser af Gustav Klimt (og udført af Leopold Forstner) og vægmalerier af Ludwig Heinrich Jungnickel. Denne sammensætning af arkitekter, kunstnere og håndværkere gør Stoclet Paladcet til et eksempel på et Gesamtkunstwerk, et af de definerende karakteristika af jugendstilen. Klimts skitser til spisestuen er i den permanente samling på Museum für angewandte Kunst (MAK) i Wien.
Stoclet Palæet ligger på Avenue de Tervueren i forstaden Woluwe-Saint-Pierre i Bruxelles. Bygningen blev designet til set fra vejen at blive et stateligt bypalæ. Set fra haven på bagsiden bliver Stoclet Palæet "en villa suburbana med sin bagside skulpturelt udformet af karnapper, altaner og terrasser" sagt af arkitekturhistorikeren Annette Freytag. Det gav Stoclet-familien en bygning med "alle fordelene ved et komfortabelt urbant palæ og et hus på landet på samme tid." 
Adolphe Stoclet døde i 1949, og huset gik i arv til hans svigerdatter Annie Stoclet. Efter hendes død i 2002 gik palæet i arv til hendes fire døtre. Palæet er ikke åbent for offentligheden. Palæet bliver passet af to opsynsmænd, mens uenigheden om dets fremtid søges løst af Adolphe Stoclets fire børnebørn.

## Yderligere læsning
- Kurrent, Friedrich; Strobl, Alice (1991). Das Palais Stoclet in Brüssel (tysk). Salzburg: Verlag Galerie Welz. ISBN 3-85349-162-6.
- Noever, Peter (2006). Yearning for Beauty: the Wiener Werkstätte and the Stoclet House. Ostfildern-Ruit: Hatje Cantz Publishers. ISBN 3-7757-1778-1.
- Sekler, Eduard F. (1967).  Rudolf Wittkower (red.). The Stoclet House by Joseph Hoffmann. Essays in the History of Architecture. London: Phaidon. OCLC 82161568.
- Sekler, Eduard F. (1985). Josef Hoffmann : the architectural work : monograph and catalogue of works. Princeton, N.J.: Princeton University Press. ISBN 978-0-691-06572-4.
- Klimt, Gustav (2012).  Thun-Hohenstein, Christoph; Murr, Beate (red.). Gustav Klimt: Erwartung und Erfüllung: Entwürfde zum Mosaikfries im Palais Stoclet [Expectation and fulfillment: cartoons for the mosaic frieze at Stoclet House] (tysk og engelsk). Ostfildern: Hatje/Cantz. ISBN 978-3-7757-3305-2.
- Weidinger, Alfred (2011). "100 Years of Palais Stoclet - New Information on the Genesis of Gustav Klimt´s Construction and Interior Decoration".  I Husslein-Arco, Agnes (red.). Gustav Klimt and Josef Hoffmann. Pioneers of Modernism. Munich: Prestel. s. 204-251. ISBN 978-3-7913-5149-0.

## Eksterne links
- "Catalog of images of the Stoclet Palace". Picture Library. Royal Institute for the Study and Conservation of Belgium's Artistic Heritage. Arkiveret fra originalen 31. marts 2019. Hentet 2009-01-10. (Webside ikke længere tilgængelig)
- Udstilling af Klimt ' s arbejde for Stoclet Hus på MAK.på
- Artikel og stort udvalg af billeder af Stoclet Palæet  Arkiveret 24. september 2015 hos  Wayback Machine